# Cynorkis
Cynorkis Thouars, 1809 è un genere di piante della famiglia delle Orchidacee che conta oltre 180 specie, diffuse in Africa.

## Descrizione
Comprende specie sia terrestri che epifite, con radici carnose o tuberose.

Sono dotate di infiorescenze racemose terminali più o meno dense, con fiori spesso ricoperti da una fitta peluria tricomatosa, con petali e sepali talora parzialmente fusi a formare un cappuccio e labello dotato di un corto sperone.

## Biologia
In molte specie è documentato un meccanismo di impollinazione entomofila ad opera di farfalle della famiglia Sphingidae, ma sono documentati anche casi di riproduzione asessuata tramite bulbilli che si distaccano dalla pianta madre.

## Distribuzione e habitat
Le specie del genere Cynorkis sono distribuite nell'Africa subsahariana, in Madagascar, che con oltre 100 specie può essere considerato un hotspot di biodiversità, nelle isole Comore e nelle Mascarene.

## Tassonomia
Il genere Cynorkis appartiene alla sottofamiglia Orchidoideae (tribù Orchideae, sottotribù Orchidinae).
Comprende 185 specie:

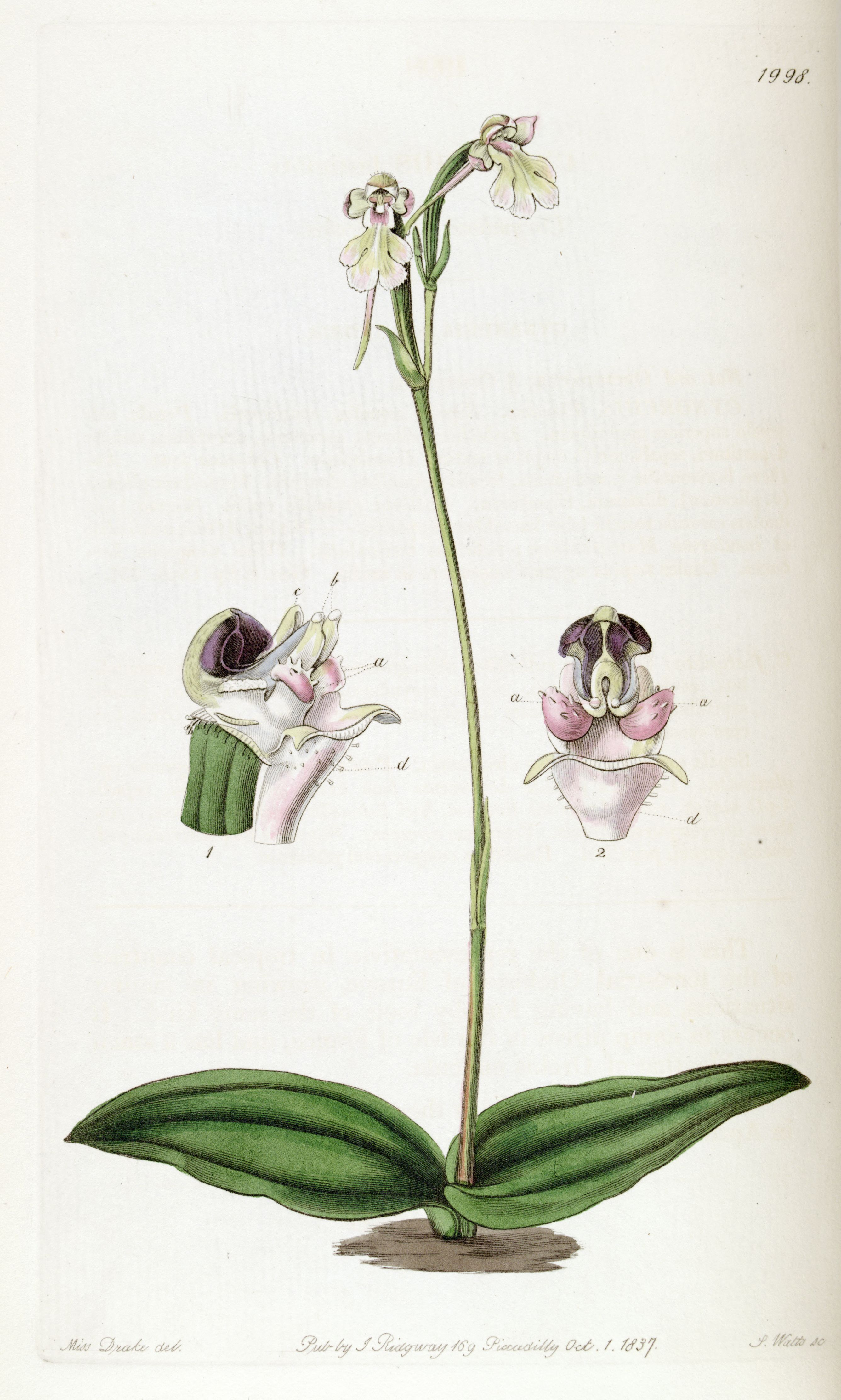
Cynorkis fastigiata

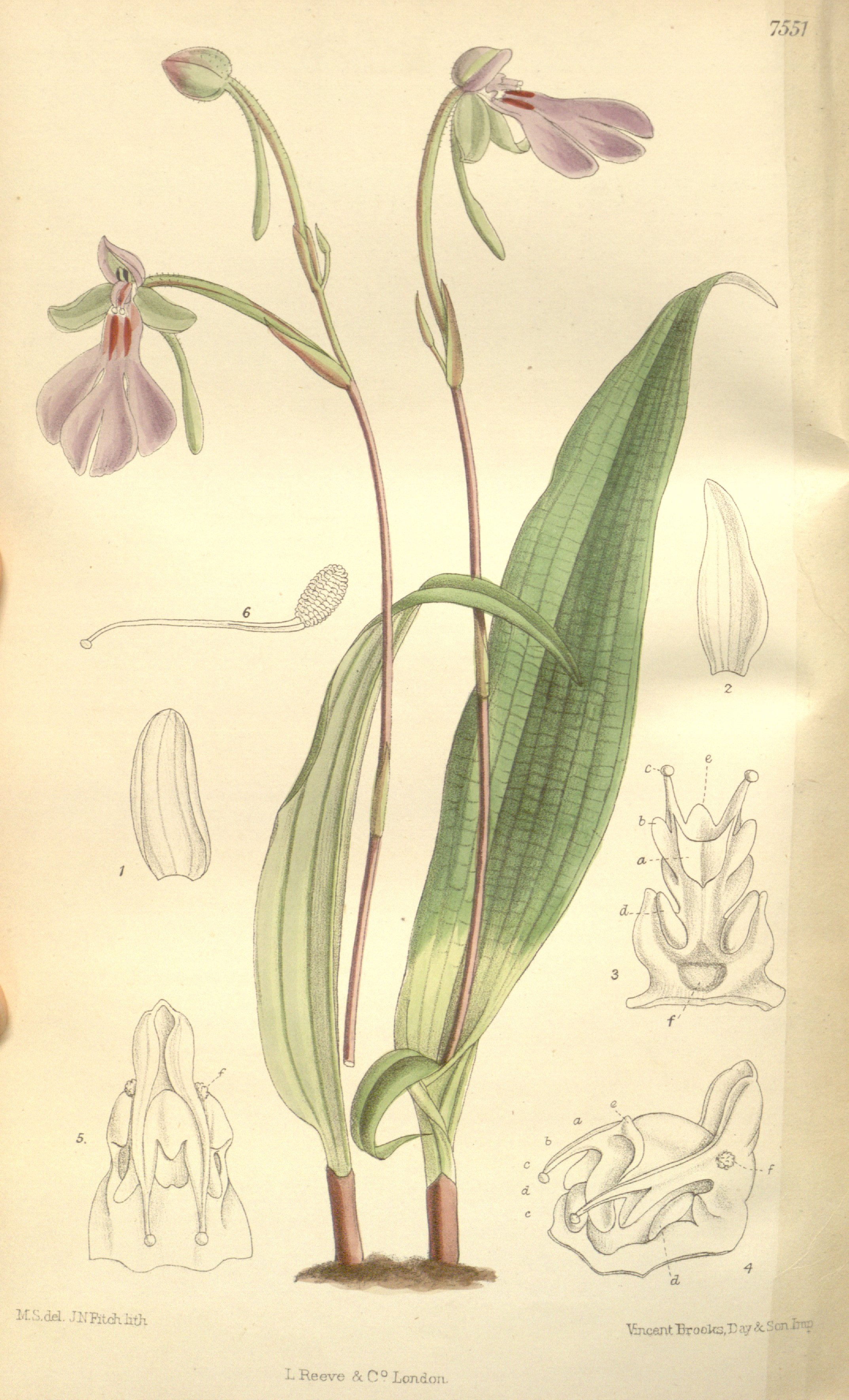
Cynorkis purpurascens

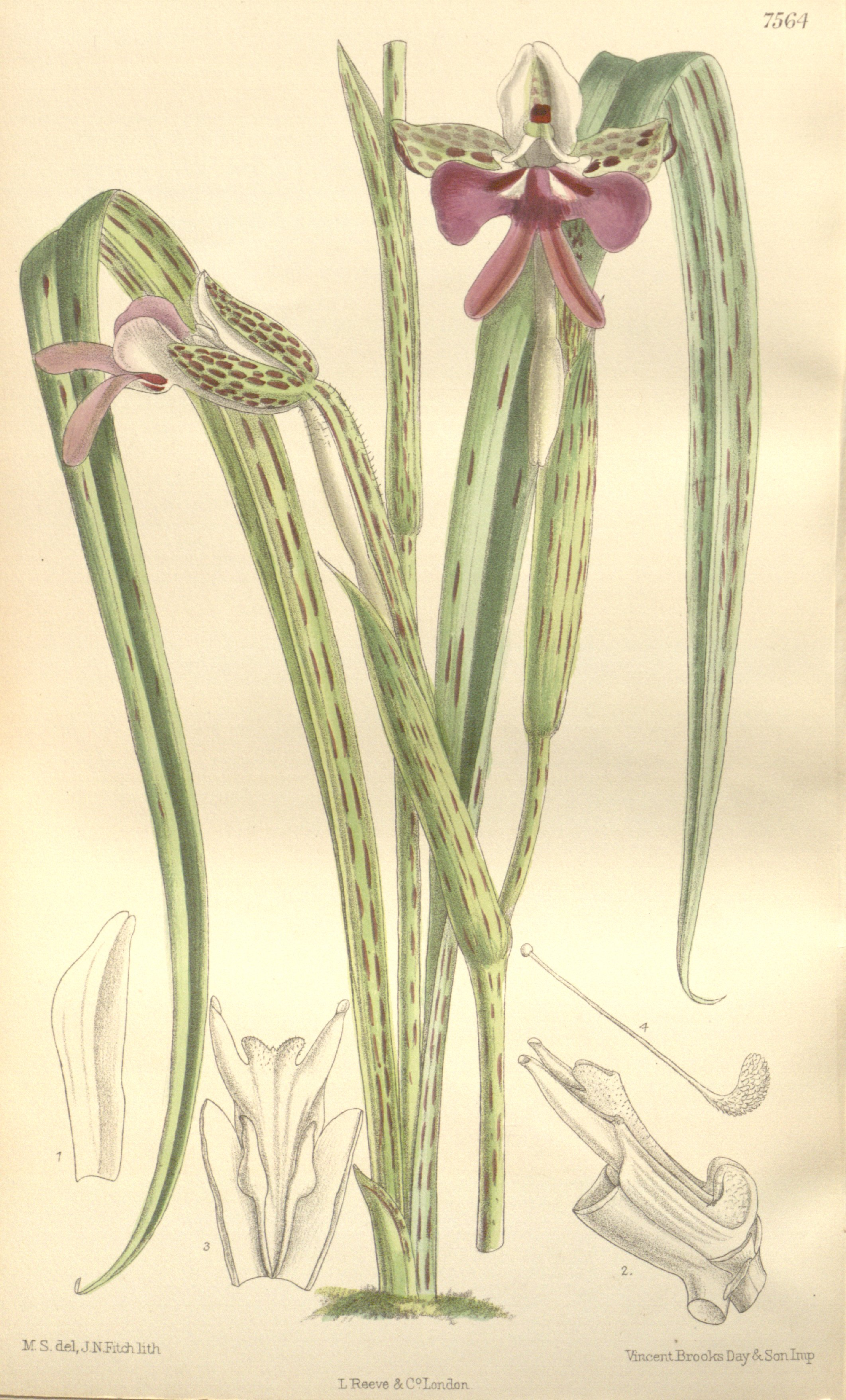
Cynorkis uniflora

- Cynorkis aconitiflora Hermans, Andriant. & Sieder
- Cynorkis alborubra Schltr., 1924
- Cynorkis ambondrombensis Boiteau, 1942
- Cynorkis ampullacea (H.Perrier) H.Perrier ex Hermans (2007
- Cynorkis ampullifera H.Perrier, 1951
- Cynorkis anacamptoides Kraenzl., 1895
- Cynorkis andohahelensis H.Perrier, 1939
- Cynorkis andringitrana Schltr., 1924
- Cynorkis angustipetala Ridl., 1885
- Cynorkis anisoloba Summerh., 1957
- Cynorkis aphylla Schltr., 1913
- Cynorkis arnottioides Rchb.f., 1855
- Cynorkis aurantiaca Ridl., 1886
- Cynorkis australis (Boiteau) Hermans & P.J.Cribb
- Cynorkis bardotiana Bosser, 1998
- Cynorkis baronii Rolfe, 1891
- Cynorkis bathiei Schltr., 1924
- Cynorkis betsileensis Kraenzl., 1898
- Cynorkis betsomangensis (Bosser) Hermans & P.J.Cribb
- Cynorkis bifurca (H.Perrier) Hermans & P.J.Cribb
- Cynorkis bimaculata (Ridl.) H.Perrier, 1939
- Cynorkis bobyi Hermans & P.J.Cribb
- Cynorkis boinana Schltr., 1913
- Cynorkis boryana (A.Rich.) Lindl.
- Cynorkis brachycentra (Frapp. ex Cordem.) Schltr., 1915
- Cynorkis brachyceras Schltr., 1924
- Cynorkis brachystachya Bosser, 1980
- Cynorkis brevicalcar P.J.Cribb, 1985
- Cynorkis brevicornu Ridl., 1885
- Cynorkis breviplectra (Frapp. ex Cordem.) Schltr., 1915
- Cynorkis buchananii Rolfe, 1898
- Cynorkis buchwaldiana Kraenzl., 1900
- Cynorkis cadetii Bosser (2007
- Cynorkis calanthoides Kraenzl., 1882
- Cynorkis calcaripotens (Frapp. ex Cordem.) Schltr., 1915
- Cynorkis cardiophylla Schltr., 1916
- Cynorkis castillonii (P.Bernet) Hermans & P.J.Cribb
- Cynorkis catatii Bosser, 1969
- Cynorkis christae Hermans, Andriant. & Sieder
- Cynorkis cinnabarina (Rolfe) Hermans & P.J.Cribb
- Cynorkis citrina (Thouars) Bytebier & Pailler
- Cynorkis clarae Geerinck, 1982
- Cynorkis clavata (Frapp. ex Cordem.) Schltr., 1915
- Cynorkis coccinelloides (Frapp. ex Cordem.) Schltr., 1915
- Cynorkis commersoniana (A.Rich.) Kraenzl., 1901
- Cynorkis commersonii Rchb.f., 1855
- Cynorkis comorensis Bosser (2002
- Cynorkis compacta Rchb.f., 1888
- Cynorkis confusa H.Perrier, 1951
- Cynorkis constellata (Frapp. ex Cordem.) Schltr., 1915
- Cynorkis cordemoyi Frapp. ex Cordem., 1895
- Cynorkis crispa (Frapp. ex Cordem.) Schltr., 1915
- Cynorkis cuneilabia Schltr., 1924
- Cynorkis cylindrostachys Kraenzl., 1898
- Cynorkis debilis (Hook.f.) Summerh., 1933
- Cynorkis decaryana H.Perrier ex Hermans (2007
- Cynorkis dens-serpens Hermans & P.J.Cribb
- Cynorkis discolor (Frapp. ex Cordem.) Schltr., 1915
- Cynorkis disperidoides Bosser, 1969
- Cynorkis elegans Rchb.f., 1888
- Cynorkis elephantina Hermans, Andriant. & Sieder
- Cynorkis epiphytica (Schltr.) Hermans & P.J.Cribb
- Cynorkis ericophila H.Perrier ex Hermans (2007
- Cynorkis exilis (Frapp. ex Cordem.) Schltr., 1915
- Cynorkis falcata (Frapp. ex Cordem.) Schltr., 1915
- Cynorkis fastigiata Thouars, 1822
- Cynorkis filiformis Schltr., 1924
- Cynorkis fimbriata H.Perrier ex Hermans (2007
- Cynorkis flabellifera H.Perrier, 1951
- Cynorkis flexuosa Lindl., 1835
- Cynorkis formosa Bosser, 1969
- Cynorkis frappieri Schltr., 1915
- Cynorkis gabonensis Summerh., 1938
- Cynorkis gaesiformis H.Perrier, 1951
- Cynorkis galeata Rchb.f., 1885
- Cynorkis gibbosa Ridl., 1883
- Cynorkis gigas Schltr., 1924
- Cynorkis glandulosa Ridl., 1886
- Cynorkis globifera H.Perrier, 1951
- Cynorkis globosa Schltr., 1906
- Cynorkis globulosa (Frapp. ex Cordem.) Schltr., 1915
- Cynorkis graminea (Thouars) Schltr., 1924
- Cynorkis gymnochiloides (Schltr.) H.Perrier, 1931
- Cynorkis henrici Schltr., 1924
- Cynorkis hispidula Ridl., 1885
- Cynorkis hologlossa Schltr., 1924
- Cynorkis humbertii Bosser, 1969
- Cynorkis humblotiana Kraenzl., 1900
- Cynorkis hyacinthina Hermans & P.J.Cribb
- Cynorkis imbellis (Frapp. ex Cordem.) Hermans & P.J.Cribb
- Cynorkis inermis (Thouars) Hermans & P.J.Cribb
- Cynorkis jackyi Hermans & Sieder
- Cynorkis jumelleana Schltr., 1924
- Cynorkis kassneriana Kraenzl., 1914
- Cynorkis kirkii Rolfe, 1898
- Cynorkis lagenifera (H.Perrier) Hermans & P.J.Cribb
- Cynorkis lancilabia Schltr., 1924
- Cynorkis latipetala H.Perrier, 1951
- Cynorkis laxiflora (Blume) T.Durand & Schinz, 1894
- Cynorkis lemurica Bosser
- Cynorkis lentiginosa Hermans, Andriant. & Sieder
- Cynorkis lilacina Ridl., 1885
- Cynorkis lindleyana Hermans (2007
- Cynorkis lowiana Rchb.f., 1888
- Cynorkis ludens (Frapp. ex Cordem.) Schltr., 1915
- Cynorkis mammuthus Hermans & P.J.Cribb
- Cynorkis mangabensis Hermans & P.J.Cribb
- Cynorkis marojejyensis Bosser, 1969
- Cynorkis melinantha Schltr., 1924
- Cynorkis mellitula Toill.-Gen. & Bosser, 1961
- Cynorkis mesophylla Schltr.
- Cynorkis micrantha (Frapp. ex Cordem.) Schltr., 1915
- Cynorkis minuticalcar Toill.-Gen. & Bosser, 1964
- Cynorkis monadenia H.Perrier, 1939
- Cynorkis muscicola Bosser, 1969
- Cynorkis nervilabris (Frapp. ex Cordem.) Schltr., 1915
- Cynorkis nitida (Frapp. ex Cordem.) Schltr., 1915
- Cynorkis nutans (Ridl.) H.Perrier, 1931
- Cynorkis ochroglossa Schltr., 1924
- Cynorkis ochyrae Szlach. & Olszewski, 1998
- Cynorkis orchioides Schltr., 1913
- Cynorkis papilio Bosser, 1969
- Cynorkis papillosa (Ridl.) Summerh., 1951
- Cynorkis paradoxa (Frapp. ex Cordem.) Schltr., 1915
- Cynorkis parviflora Rchb.f., 1855
- Cynorkis parvula Schltr., 1915
- Cynorkis pelicanides (Frapp. ex Cordem.) Schltr., 1915
- Cynorkis perrieri Schltr., 1916
- Cynorkis petiolata H.Perrier, 1951
- Cynorkis peyrotii Bosser, 1969
- Cynorkis pinguicularioides H.Perrier ex Hermans (2007
- Cynorkis pleiadea (Frapp. ex Cordem.) Schltr., 1915
- Cynorkis pleistadenia (Rchb.f.) Schltr., 1915
- Cynorkis pseudorolfei H.Perrier, 1951
- Cynorkis purpurascens Thouars, 1822
- Cynorkis purpurea (Thouars) Kraenzl., 1898
- Cynorkis quinqueloba H.Perrier ex Hermans (2007
- Cynorkis quinquepartita H.Perrier ex Hermans (2007
- Cynorkis raymondiana H.Perrier ex Hermans (2007
- Cynorkis ridleyi T.Durand & Schinz, 1894
- Cynorkis ringens (Frapp. ex Cordem.) Schltr., 1915
- Cynorkis rolfei Hochr., 1908
- Cynorkis rosellata (Thouars) Bosser, 1997
- Cynorkis rotundifolia (H.Perrier) Hermans & P.J.Cribb
- Cynorkis rungweensis Schltr., 1915
- Cynorkis sacculata Schltr., 1916
- Cynorkis sagittata H.Perrier, 1951
- Cynorkis sambiranoensis Schltr., 1924
- Cynorkis sanguinolenta Hermans, L.Gaut. & P.J.Cribb
- Cynorkis saxicola Schltr., 1924
- Cynorkis schlechteri H.Perrier, 1929
- Cynorkis schmidtii (Kraenzl.) Schltr., 1899
- Cynorkis seychellarum Aver., 1983
- Cynorkis siederi Hermans & Andriant.
- Cynorkis sigmoidea Kraenzl., 1898
- Cynorkis simplex (Frapp. ex Cordem.) Hermans & P.J.Cribb
- Cynorkis sororia Schltr., 1913
- Cynorkis souegesii Bosser & Veyret, 1970
- Cynorkis spatulata H.Perrier ex Hermans (2007
- Cynorkis speciosa Ridl.
- Cynorkis squamosa (Poir.) Lindl., 1835
- Cynorkis stenoglossa Kraenzl., 1893
- Cynorkis stolonifera (Schltr.) Schltr., 1924
- Cynorkis subtilis Bosser (2004
- Cynorkis summerhayesiana Geerinck, 1982
- Cynorkis sylvatica Bosser, 1969
- Cynorkis symoensii Geerinck & Tournay, 1977
- Cynorkis syringescens Hermans & P.J.Cribb
- Cynorkis tamponensis Schltr., 1915
- Cynorkis tenella Ridl., 1886
- Cynorkis tenerrima (Ridl.) Kraenzl., 1898
- Cynorkis tenuicalcar Schltr., 1924
- Cynorkis trilinguis (Frapp. ex Cordem.) Schltr., 1915
- Cynorkis tristis Bosser, 1969
- Cynorkis tryphioides Schltr., 1913
- Cynorkis uliginosa Bosser
- Cynorkis uncata (Rolfe) Kraenzl., 1902
- Cynorkis unguiculata Hermans & P.J.Cribb
- Cynorkis uniflora Lindl., 1835
- Cynorkis usambarae Rolfe, 1898
- Cynorkis verrucosa Bosser, 1969
- Cynorkis villosa Rolfe, 1906
- Cynorkis violacea Schltr., 1913
- Cynorkis volombato Bosser
- Cynorkis zaratananae Schltr., 1924